# Plaza de toros de Bayona (Francia)

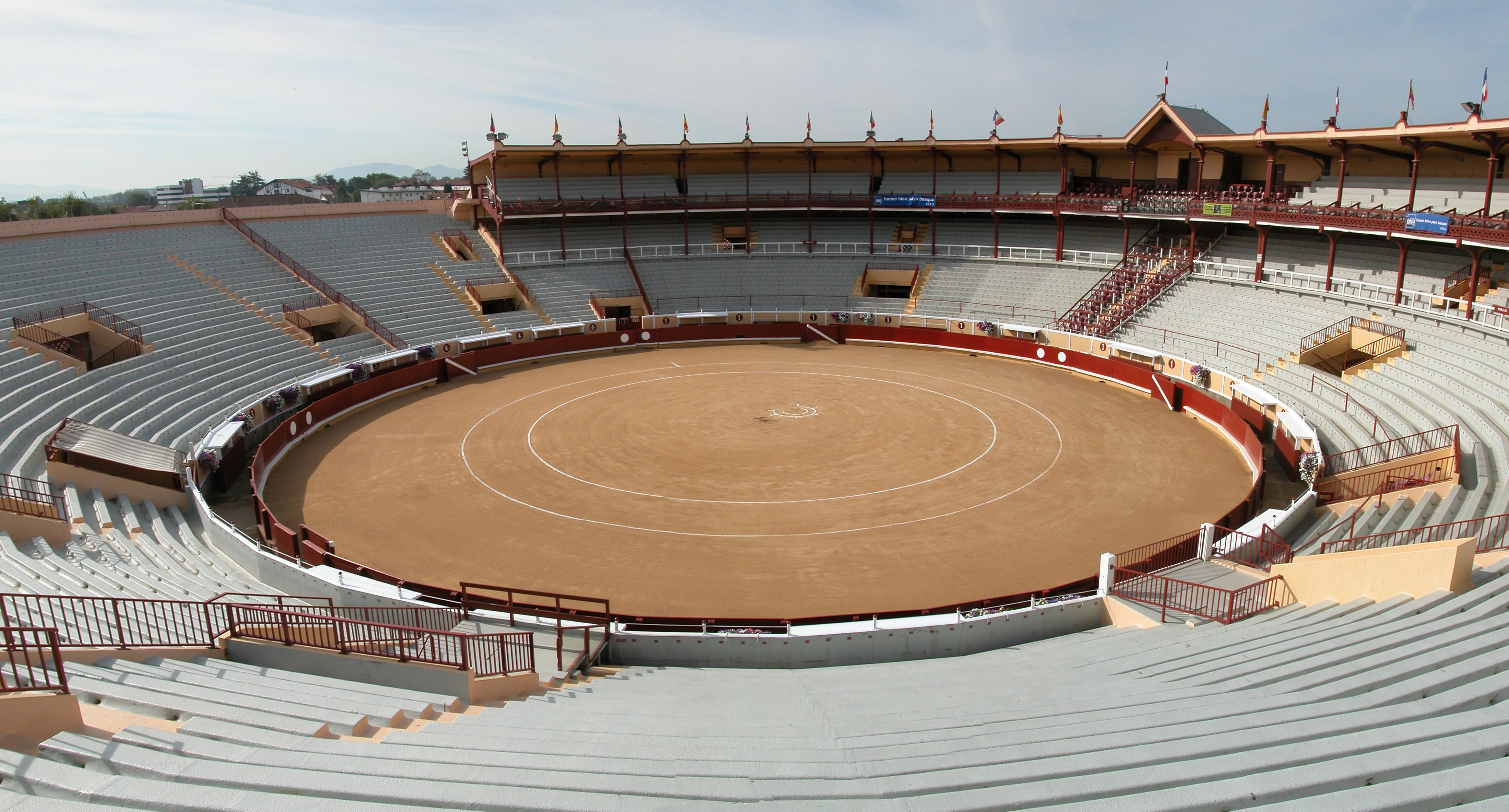
Plaza de toros de Bayona.

La Plaza de toros de Bayona (en francés, Arènes de Bayonne), ciudad del departamento de los Pirineos Atlánticos, región de Nueva Aquitania, en Francia. Fue inaugurada en 1893 y tiene un aforo de más de 10 000 espectadores.

## Corridas de toros
Bayona (Pirineos Atlánticos) Francia tiene una larga tradición taurina que continúa en la actualidad. Durante todo el verano hay corridas de toros y novilladas.

## Espectáculos
La plaza de toros se utiliza también para muchos actos culturales. Cada año, como inicio de las fiestas locales, se organiza un concierto de música popular. Actuaron, entre otros, LMFAO, Bénabar, Macklemore, 30 Seconds to Mars y Radio Bemba.